# Sonata para piano n.º 28 (Beethoven)
A Sonata para Piano n.° 28 é 101ª opus de Ludwig van Beethoven.